# میسیز

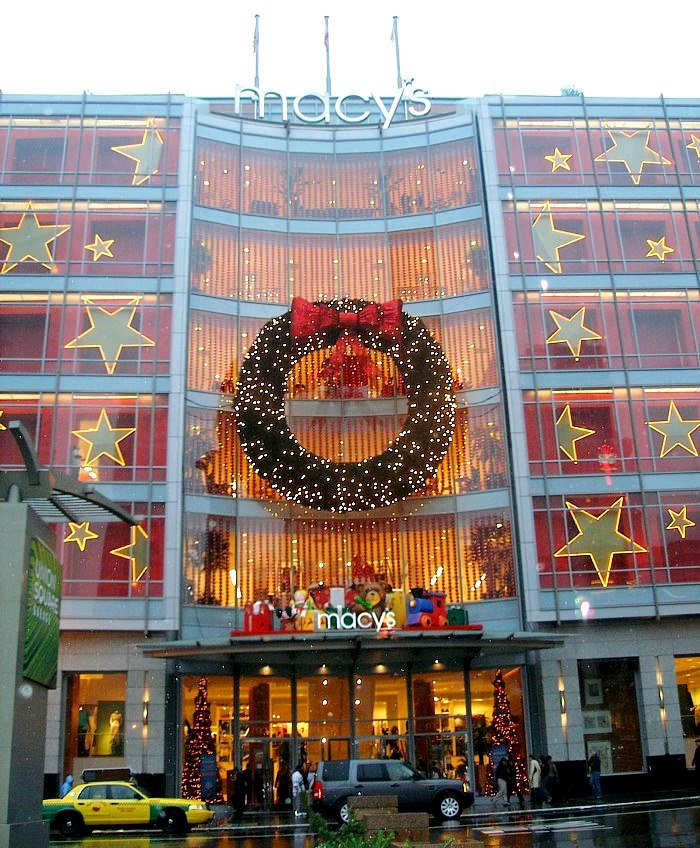
شعبه میسیز در سان‌فرانسیسکو

میسیز (به انگلیسی: Macy's) گروه فروشگاه‌های زنجیره‌ای آمریکایی و چندملیتی است، که متعلق به شرکت میسیز می‌باشد.
شرکت میسیز به دو بخش بزرگ تقسیم می‌شود، که یکی از آنها، گروه میسیز و دیگری، بلومینگ‌دیلز می‌باشد. در ماه ژانویه ۲۰۱۳، تعداد شعبه‌ها و فروشگاه‌های گروه میسیز در ایالات متحده، ۷۹۸ فروشگاه اعلام شد.
شعبه مرکزی گروه میسیز در میدتاون منهتن، شهر نیویورک مستقر می‌باشد. این گروه همچنین دارای بیش از ۳۰۰ کیوسک و مرکز فروش لوازم الکترونیکی می‌باشد. بزرگترین رقیب‌های تجاری گروه میسیز عبارتند از: نیمان مارکوس، لرد اند تیلور، نورداستورم، دیلاردز، بلک و بن-تون.